# Manthaturath
Manthaturath (né à Luang Prabang vers 1772 mort au même endroit le 7 mars 1837), de son nom complet : Samdach Brhat Chao Maha Sri Vitha Lan Xang Hom Khao Luang Prabang Mangthaduraja [Manthathurath] est roi du royaume de Luang Prabang sous la suzeraineté du royaume du Siam de 1819 au 7 mars 1837.

## Roi de Luang Prabang
Mantha-thurath c'est-à-dire le « Roi versé [dans les] formules magiques » est le fils de du roi Anurutha. Il est nommé héritier présomptif avec le titre de Raja Varman dès 1791. Après la renonciation de son père il exerce la régence en son nom de 1817 à 1819. Couronné à Luang Prabang en 1820 il devient moine à Bangkok en 1825-1826 laissant son royaume sous l'administration des siamois. Revenu à Luang Prabang en 1826 il se comporte en fidèle vassal des siamois et refuse à deux reprises l'alliance que lui propose Cao Anu le dernier souverain du royaume de Vientiane. Il envoie même pour le combattre au général siamois P'ya Bodin, un contingent de 3 000 hommes sous le commandement de son frère cadet le vice-roi Un-Kéo. Ce dernier jugé moins maniable est arrêté et déporté à Bangkok où il meurt. Manthaturath meurt dans son palais de Luang Prabang le 7 mars 1837. De plusieurs épouses il laisse neuf fils dont trois se succéderont sur le trône: Sukha-Söm, Chantharath et Oun Kham et six filles.